# Liste d'anciennes devises militaires françaises
Cet article concerne d'anciennes devises militaires. Pour les devises militaires contemporaines, voir Liste des devises militaires françaises.

## Ancien régime

### La maison du roi
Corps des mousquetaires de la maison du roi : Tous pour un, un pou tous! d'après Alexandre Dumas père (historicité à confirmer).
- Première compagnie de mousquetaires du Roi ("mousquetaires gris") : Quo ruit et letum (Où elle tombe [allusion à la bombe représentée sur leur étendard], la mort aussi).
- Seconde compagnie de mousquetaires du Roi ("mousquetaires noirs") : Alterius Jovis altera tela (Les autres traits d'un autre Jupiter).
- Gardes du corps du Roi : Erit haec quoque cognita monstris  (On les reconnaîtra, eux aussi, à leurs actions d'éclat) puis Nec pluribus impar (À nul comparable).
- Cent-Suisses : Ea est fiducia gentis (Telle est la fidélité de cette nation).
- Gendarmes de la Garde : Quo Jubet Iratus Jupiter (Jusqu'où l'ordonne Jupiter furieux).
- Grenadiers à cheval : Undique terror, undique lethum (Partout la terreur, partout la mort).

### Archers
- Archers de Saint Quentin (du Petit-Serment ou de Sainte-Christine) : Ces par plaisance

### Arquebusiers
- Arquebusiers de Fère en Tardenois : Nobis non ardua palma (Nous n'avons pas les mains raides)
- Arquebusiers de Meaux : Ludimus et non laedimus (Nous ne jouons pas avec le mal)
- Arquebusiers de Saint Quentin : Deo, regi et urbi (Dieu, le roi et la ville)

### Cavalerie
- Régiment Colonel-Général : Certum monstrat iter (Il montre le droit chemin), (vers 1740), Nec pluribus impar (Au-dessus de tous), et, Infarctus frangit (vers 1770)
- Régiment d'Orléans : Nec pluribus impar (Au-dessus de tous), (depuis 1660)
- Régiment Royal Cavalerie : Nec pluribus impar (Au-dessus de tous), qui est également la devise de : Louis XIV, Louis XV et Louis XVI)
- Régiment du Roi : Nec pluribus impar (Au-dessus de tous), (après 1739)
- Régiment Royal-Etrangers : Nec pluribus impar (Au-dessus de tous), (depuis 1659)
- Régiment Royal-Roussillon : Nec pluribus impar (Au-dessus de tous), (depuis 1668)

### Chevau-légers
- Chevau-légers : Celeres ardore
- Chevau-légers d'Aquitaine : Virtute autorem refert. À l'origine Gendarmes d'Anjou. Compagnie créée en 1689 pour Philippe duc d'Anjou puis duc d'Orléans, nommés "d'Aquitaine" par Louis XV le 8 septembre 1753
- Chevau-légers de Bourgogne : Votis sectatur euntem. Compagnie créée en 1690 par le duc de Bourgogne
- Chevau-légers du Dauphin : Sunt pericula ludus. Compagnie fondée en 1663
- Chevau-légers d'Orléans : Alter post fulmina terror, et, Celeres ardore. Compagnie créée pour "Monsieur" frère unique du roi
- Chevau-légers de la reine : Seu pacem, seu bella gero. Compagnie créée en 1660 pour la reine Marie-Thérèse d'Autriche après son mariage avec le roi

### Dragons
- Régiment de Mestre de Camp Général : Victoria pinget (Embelli par la victoire) (depuis 1684)
- Condé Dragons : Da materiam splendescam (Donnez le matériau et je flamberai). Au-delà de la traduction littérale, il faut plutôt comprendre : "Donnez moi l'occasion de briller!"
- Bourbon Dragons : Ardet Et Audet (il brûle et il ose) (depuis 1761)

### Garde
- Gardes de la porte : Custodes regum antiquiores (Antiques Gardes des Rois) (du Moyen Âge à la seconde restauration)

### Gendarmerie
- Gendarmes d'Aquitaine : Virtute autorem refert. À l'origine Gendarmes d'Anjou. Compagnie créée en 1669 pour Monsieur frère du roi (Louis XIV), Philippe de France), duc d'Orléans, nommés "d'Aquitaine" par Louis XV le 8 septembre 1753
- Gendarmes d'Artois : Vestigia magna sequetur (Il suivra de nobles traces) (1690-1775)
- Gendarmes de Berry : Triumphali stipite surgit (Il naît d'une souche glorieuse), et : Vestigia magna sequetur.(1690-1788)
- Gendarmes de Bourgogne : Triumphali stipite surgit (Il naît d'une souche glorieuse). Compagnie créée en 1690 pour le duc de Bourgogne
- Gendarmes du Dauphin : Sunt pericula ludus. Compagnie fondée en 1666
- Gendarmes d'Orléans : Alter post fulmina terror (L'autre terreur après la foudre) (1647-1775). Compagnie créée pour "Monsieur" frère unique du roi
- Gendarmes de la reine : Seu pacem, seu bella gero. Compagnie créée en 1660 pour la reine Marie-Thérèse d'Autriche après son mariage avec le roi

### Hussards
- Régiment Polleresky : Nec pluribus impar (Au-dessus de tous), (1743-1758)

### Infanterie de ligne
- Régiment Colonel-Général : Proeteriti fides exemplumque futuri (La foi en exemple pour l'avenir) (à partir de 1780)
- Régiment du Roi : Per decori virtus (En vertu de la bienséance) (à partir de 1757)
- Régiment du Dauphin : Res praestant non verba fidem (depuis 1667)
- Régiment de Perche : Res non verba (Il n'y a pas de mot) (depuis 1690)
- Régiment de Turenne (devenu le 37e régiment d'infanterie de ligne) : Per decori virtus (depuis 1675). Vaincre ou mourir (depuis 1785)
- Régiment de La Couronne : Dedit hanc maestria coronam (depuis fin XVIIIe)
- Régiment de Foix (devenu le 8e régiment d'infanterie légère puis le 83e régiment d'infanterie de ligne) (1684 - 1940) : Fidelis felix fortis (Fidélité, chance, force), depuis 1684.
- Régiment Royal-Cantabres : In hoc signo vinces (1757-1762) (C'est par ce signe que tu vaincras), cette devise figurait déjà, parait-il sur le Labarum de l'empereur romain Constantin Ier dit le Grand (272-337)
- Régiment de Saint Segond : In liliis fortior (Dans le lys est le plus fort)
- Régiment des volontaires de La Morlière : Aut vincere aut mori (Vaincre ou mourir)
- 69e régiment d'infanterie : Vis nula ....
- 8e régiment d'infanterie Toujours en avant en avant en avant ! (Premier Empire)

### Régiments étrangers servant la France

#### Allemands

##### Infanterie de ligne
- Régiment de Nassau : His consecro vires (1758-1791)
- Régiment Royal-Pologne : Claro sub auspice invecto (1747-1763)
- Régiment Royal-Suédois : Nec pluribus impar (A nul autre pareil) (depuis 1760)
- Régiment de Salm-Salm : Nec pluribus impar (A nul autre pareil) (après 1783)
- Régiment de Furstemberg (1670-1686) :  Nec pluribus impar (A nul autre pareil) (depuis avant 1686)
- Régiment de Sparre : Nec pluribus impar (A nul autre pareil) (depuis avant 1720)
- Régiment de Saxe : Nec pluribus impar (A nul autre pareil) (depuis avant 1751)
- Régiment de Bentheim : Nec pluribus impar (A nul autre pareil) (depuis avant 1759)
- Régiment d'Anhalt : Nec pluribus impar (A nul autre pareil) (depuis avant 1783)
- Régiment Royal Deux-Ponts : Premier avançant

#### Anglais
- Gendarmes anglais : Tuus ad te nos vocat ardor. Compagnie créée en 1667 par Louis XIV

#### Corses

##### Infanterie de ligne
- Régiment Royal-Corse : Per haec regnum et imperium (Pour le règne et le pouvoir) (1739-1788)

#### Croates

##### Cavalerie
- Régiment Royal-Cravates cavalerie : Nec pluribus impar (A nul autre pareil), (depuis 1667)

#### Écossais

##### Gendarmerie
- Gendarmes écossais du roi : In omni modo fidelis (Fidèle de toutes les manières) (Institué par Charles VII en 1447, jusqu’à 1788)

##### Infanterie de ligne
- Régiment O'Gilvy : Nemo me impune lacessit (Nul ne me blesse impunément) (1747-1762)
- Régiment Royal-Ecossais : Nemo me impune lacessit (Nul ne me blesse impunément) (1744-1762)

#### Flamands
- Gendarmes de Flandres : Nec pluribus impar. Compagnie créée en 1673 sous Louis XIV

#### Irlandais

##### Infanterie de ligne
- Régiment Dillon : In hoc signo vinces (Par ce signe tu vaincras) (XVIe-1791)
- Régiment de Berwick : In hoc signo vinces (Par ce signe tu vaincras) (depuis avant 1781)
- Régiment Bulkeley : In hoc signo vinces (Par ce signe tu vaincras)  (1689-1775)
- Régiment de Clare : In hoc signo vinces (Par ce signe tu vaincras)
- Régiment Lally-Tollendal : In hoc signo vinces (Par ce signe tu vaincras)
- Régiment Lutrell  : Nihil deest speran tibus deo (Rien ne manque en dehors de dieu et de l'espoir

#### Polonais

##### Cavalerie
- Régiment Roi-Stanislas : Nec pluribus impar (depuis 1737)

#### Suisses

##### Infanterie de ligne
- Régiment de Kalbermatten : Plus fidei quam vitae (Au long d'une vie de foi)
- Régiment de Châteauvieux : (1783-1791)
  - Régiment de La Cour au Chantre : Robur et Fides (1739-1748)
  - Régiment de Grandvillars : Robur et Fides (1748-1749)
  - Régiment de Balthazar : Fortiter resistendo (Fortement résistant) (1749-1754)
  - Régiment de Planta : Fortiter resistendo (Fortement résistant) (1754-1760)
  - Régiment d'Arbonnier : Fortiter resistendo (Fortement résistant) (1760-1763)
- Régiment Salis-Samade  : Pro Patria et Liliis (Pour la patrie et pour le lys) (1782-1791)
  - Régiment de Brendle : Per Te Certa Salus (Pour votre salut) (1701-1738)
  - Régiment de Seedorf : Auxilium Nostrum a Domino (Aide notre Seigneur) (1738-1752)
  - Régiment de Boccard : Auxilium Nostrum a Domino (Aide notre Seigneur) (1752-1782)
- Régiment de Sonnenberg : (1768-1791)
  - Régiment de Castellas : Hic Spargemus Orbem (La propagation de son orbite) (1702-1722)
  - Régiment de Reding : Semper Fidelis (Toujours fidèle) (1756-1763)
- Régiment de Vigier : Robur et Fides (1783-1791)
  - Régiment de Wittmer : Vis nulle revellet (Aucune folie de force) (1734-1757)
  - Régiment de Waldner : Vis nulle revellet (Aucune folie de force) (1757-1783)
- Régiment de Diesbach : Fidelitate et Honore (Fidélité et honneur) (1721-1791)
- Régiment Salis-Marschlins : Primae virtutes premium (Le premier par le courage)
  - Régiment Travers : Fortiter et prudenter (Avec audace et sagesse) (1734-1740)
  - Régiment de Salis(-Soglio) : Fortiter et prudenter (Avec audace et sagesse) (1740-1744)
- Régiment de Reinach :
  - Régiment d'Eptingen : Pro rege et patria (Le roi et le pays) (1758-1783)
  - Régiment de Schonau : Pro rege et patria (Le roi et le pays) (1783-1786)
  - Régiment de Reinach : Pro rege et patria (Le roi et le pays) (1786-1791)
- Régiment Brendle : Auxilium nostrium a domino (Notre secours est dans le Seigneur)
- Régiment Castella : Castella tuetur pro pugnacula - Castella Fortiter et Prudenter (Les forts qui gardent les remparts - Enrichi fortement et avec sagesse)
- Régiment des Cent suisses : Ea est fiducia gentis (Elle est la confiance de la nation)
- Régiment Karrer : Fidelitati et honore, terra et mari (Fidélité et honneur, terre et mer)

## Armée impériale
- Grande Armée, Armée napoléonienne : Valeur et Discipline